# Martin Grashev
Martin Grashev Mladenov, né le 14 janvier 1987, est un coureur cycliste bulgare.

## Palmarès et classements mondiaux

### Palmarès
- 2005
  -  Médaillé de bronze du championnat des Balkans sur route juniors
- 2007
  - 3e du championnat de Bulgarie sur route espoirs
- 2008
  - 3e du Grand Prix Ost Fenster
- 2009
  - 3e du Tour of Vojvodina I
- 2011
  - 3ea étape du Tour de Szeklerland
  - 2eb étape du Tour de Bulgarie
  - 2e du Tour de Bulgarie
  - 3e du Tour de Szeklerland
- 2012
  - Grand Prix Dobrich I

## Classements mondiaux
| Année           | 2007 | 2008  | 2009 | 2010 | 2011 | 2012 |
| --------------- | ---- | ----- | ---- | ---- | ---- | ---- |
| UCI Asia Tour   |      |       | 185e |      |      |      |
| UCI Europe Tour | 967e | 1289e | 558e | 901e | 162e | 258e |